# Les Guerriers de l'enfer (film, 1969)
Pour les articles homonymes, voir Les Guerriers de l'enfer.
Pour plus de détails, voir Fiche technique et Distribution.
Les Guerriers de l'enfer (I diavoli della guerra) est un film de guerre hispano-italien réalisé par Bitto Albertini et sorti en 1969.

## Synopsis
En Tunisie en 1943, des soldats américains sous les ordres du capitaine Vincent sont parachutés en zone ennemie avec pour mission de détruire une batterie fortifiée allemande. La mission réussit, malgré de lourdes pertes, mais les survivants se retrouvent prisonniers du lieutenant allemand Meinike. Contraints de se réfugier dans une grotte pendant qu'une bataille de blindés fait rage, les Américains et les Allemands restent isolés. Après s'être entraidés, oubliant temporairement qu'ils appartiennent à des camps opposés, Vincent et Meinike décident d'affronter ensemble le désert pour atteindre le lieu habité le plus proche.
Au cours de la marche, des mines disséminées dans le sable tuent la plupart de leurs hommes ; lorsque Meinike est enfin réuni avec son camp, il laisse les deux Américains survivants en liberté, souhaitant ne jamais les revoir. Un an plus tard, cependant, en France, Vincent et Meinike se retrouvent à nouveau face à face : engagés, le premier, pour libérer un colonel britannique ; le second pour l'en empêcher. Au cours du combat, Vincent subit le feu de Meinike, mais l'Allemand, reconnaissant son adversaire, baisse son arme. De loin, un soldat américain, croyant que Vincent est en danger, prend son fusil et tire sur Meinike. 

## Fiche technique
- Titre français : Les Guerriers de l'enfer ou Les Léopards de la guerre ou Les Diables de guerre ou Opération Diables rouges[1],[2]
- Titre original italien : I diavoli della guerra[3]
- Titre espagnol : Los diablos de la guerra[4]
- Réalisateur : Bitto Albertini (sous le nom de « Al Albert »)
- Scénario : Bitto Albertini, Valentín Fernández Tubau (sous le nom de « Stan Hosie »), Roberto Infascelli (sous le nom de « Bob Raymond »)
- Photographie : Jaime Deu Casas
- Montage : Renzo Lucidi
- Musique : Stelvio Cipriani
- Décors : Nicola Tamburro
- Production : Roberto Infascelli (sous le nom de « Bob Raymond »), Massimo Gualdi, Jorge Martin
- Société de production : Primex Italiana, Tilma Film
- Pays de production :  Italie -  Espagne
- Langue originale : italien
- Format : Couleurs - 2,35:1 - Son mono - 35 mm
- Durée : 99 minutes
- Genre : Film de guerre
- Dates de sortie :
  - Italie : 19 décembre 1969
  - Espagne : 16 juillet 1970

## Distribution
- Guy Madison : George Vincent
- Venantino Venantini : Heinrich Meinike[4]
- Anthony Steel : Colonel James Steele
- Pascale Petit : Jeanine Raush
- Enrique Ávila : Franz Kelner
- Raf Baldassarre (sous le nom de « Raf Baldwin ») : le cheikh
- Claudio Biava : Sergent Kelp
- Federico Boido (sous le nom de « Rick Boyd ») : Willy Wendt
- Frank Braña (sous le nom de « Franc Brana ») : Peter Kolowsky
- Giuseppe Castellano (sous le nom de « Joseph Castle ») : Joe Abrams
- Massimo Righi (sous le nom de « Max Dean ») : Bill Harley
- Paolo Giusti (sous le nom de « Paul Just ») : Steve Giannini
- Giancarlo Prete (sous le nom de « Jack Garder ») : Fred Rogers
- Renato Romano (sous le nom de « Rudy Roman ») : Smith
- Tommy Roy : Patrick Mc Intosh
- Daniel Smith : John Raush
- Julio Tabernero : Joseph Muller
- Lee Valiant : Michel Duffy